# Александар Радојевић
Александар Саша Радојевић (Нови Сад, Краљевина Југославија, 30. август 1934) српски је архитекта, редовни професор Архитектонског факулета Универзитета у Београду, Архитектонско-грађевинског факултета Универзитета у Бањој Луци и Архитектонског факултета у Подгорици.

## Биографија
Рођен је 30. августа 1934. у Новом Саду. Матурирао је у Првој мушкој реалној гимназији у Београду 1953. године,  дипломирани инжињер архитектуре постао на Архитектонском факултету Универзитета у Београду 1958. године. Био је на специјализацији у Енглеској 1965. године, у Москви на МАРХИ-ју 1974. године и Мексику код ИМСЕ 1981. године. Његов син Милан је доцент на Архитектонском факултету Универзитета у Београду.

## Универзитетски рад
Професор Радојевић радио је у универзитетској настави од 1963. године, у следећим институцијама:
- Архитектонски факултет Универзитета у Београду од 1963. до 2002. године на предметима Архитектонско цртање и Програм 11 - Архитектура унутрашњих простора, где је изабран за асистента 1963. године, а за редовног професора 1985. године;
- Архитектонско-грађевински факултет Универзитета у Бањој Луци од 2000. године, као редовни професор на предметима Архитектонска графика, Дизајн, Архитектура унутрашњих простора 1 и 2 и Архитектонско пројектовање унутрашњих простора - усмерена настава;
- Архитектонски факултет у Подгорици Универзитета у Црној Гори од 2002. године, као редовни професор на предметима Архитектонска графика 1 и 2, Ентеријер 1 и 2, Јавни објекти - објекти спектакла, музеји и објекти сакралне архитектуре, Синтезни пројекат IV - јавни објекти и Синтезни пројекат VI - завршни рад;
- Професор по позиву на Универзитету у Овиједу у Астурији, Шпанија, на Департману за историју уметности (Departamento de historia del arte)  од 1996. до 1998. године;
- Професор по позиву на Универзитету у Консепсиону, Чиле, на Архитектонском факултету (Facultad de Arquitectura, Urbanismo y Geografía) 2002. године.

Био је члан уредништва часописа Архитектура Урбанизам.

## Тезе
Стручно-уметничка верификација Радојевићевих дела из области архитектуре и урбанизма обављена је 1976. године на предлог Катедре за визуелне комуникације у архитектури и Катедре за пројектовање. Приређена је изложба и организована одбрана радова, на основу чега му је додељена Диплома за значајна дела у Србији из области архитектуре и урбанизма, еквивалент данашњем докторату наука по стручно-уметничкој линији.
- 1976. Хабилитација. Назив књиге: Развој облика столице. Београд: Архитектонски факултет, 1978.
- 1978. Књига-приручник  Архитектонско цртање 1, 2 и 3. Београд: Архитектонски факултет, 1978.

## Књиге, поглавља у књигама, преводи књига, студије
- Књиге (4) - “Архитектонско цртање 1, 2 и 3” и “Развој облика столице”
- Есеји (13) - о музејима и значају архитекте у планирању и уређењу музејске поставке,
- Студија реконструкције Народног музеја у Вршцу,
- Студија за реконструкцију са сталном поставком музеја Никола Тесла у Београду,
- Студија Народног музеја у Аранђеловцу,
- Студија реконструкције постојећег објекта у Музеј Црвене заставе у Крагујевцу,
- Студија реконструкције поставке у Музеју стрељаних у Крагујевцу,
- Студија унутрашњег уређења и сталне поставке Музеја ваздухопловства у Сурчину у Београду,
- Студија за реконструкцију објекта под заштитом у Народни музеј у Зрењанину,
- Студија за реконструкцију објекта под заштитом у Народни музеј у Сремској Митровици.

## Изложбе
Проф. Радојевић излагао је своје радове у Србији и иностранству:
- самосталне изложбе (6) - Београд (2), Зрењанин, Лесковац, Овиједо, Консепсион;
- групне изложбе (16) - Београд, Сарајево, Волгоград (Русија), Сингапур, Беч, Москва,...

## Архитектонско-урбанистичка пракса
Радојевић је учествовао и 15 пута побеђивао на конкурсима из области архитектуре, урбанизма и архитектуре унутрашњих простора.
Важније области пројектантске активности:
- стамбена архитектура (12 реализација),
- друштвени објекти - домови културе (5),
- музеји (24),
- изложбени павиљони и сајмови (56),
- угоститељско-туристички објекти (14),
- пословни објекти (6),
- ентеријери (32),
- дизајн намештаја (4).

Међу његова најзначајнија дела убрајају се:
- ентеријер и музејска поставка  у Музеју ваздухопловства на Аеродрому Сурчин / Никола Тесла у Београду, и
- ентеријерско уређење града-хотела Свети Стефан.

## Професионална признања
- Награде и признања из области архитектуре и урбанизма, архитектуре унутрашњих простора и дизајна (14)
- Редовни члан УЛУПУДС, ICSID, ICOGRAD.
- Председник УЛУПДС 1980-1981.